# Colonia Ulpia Traiana

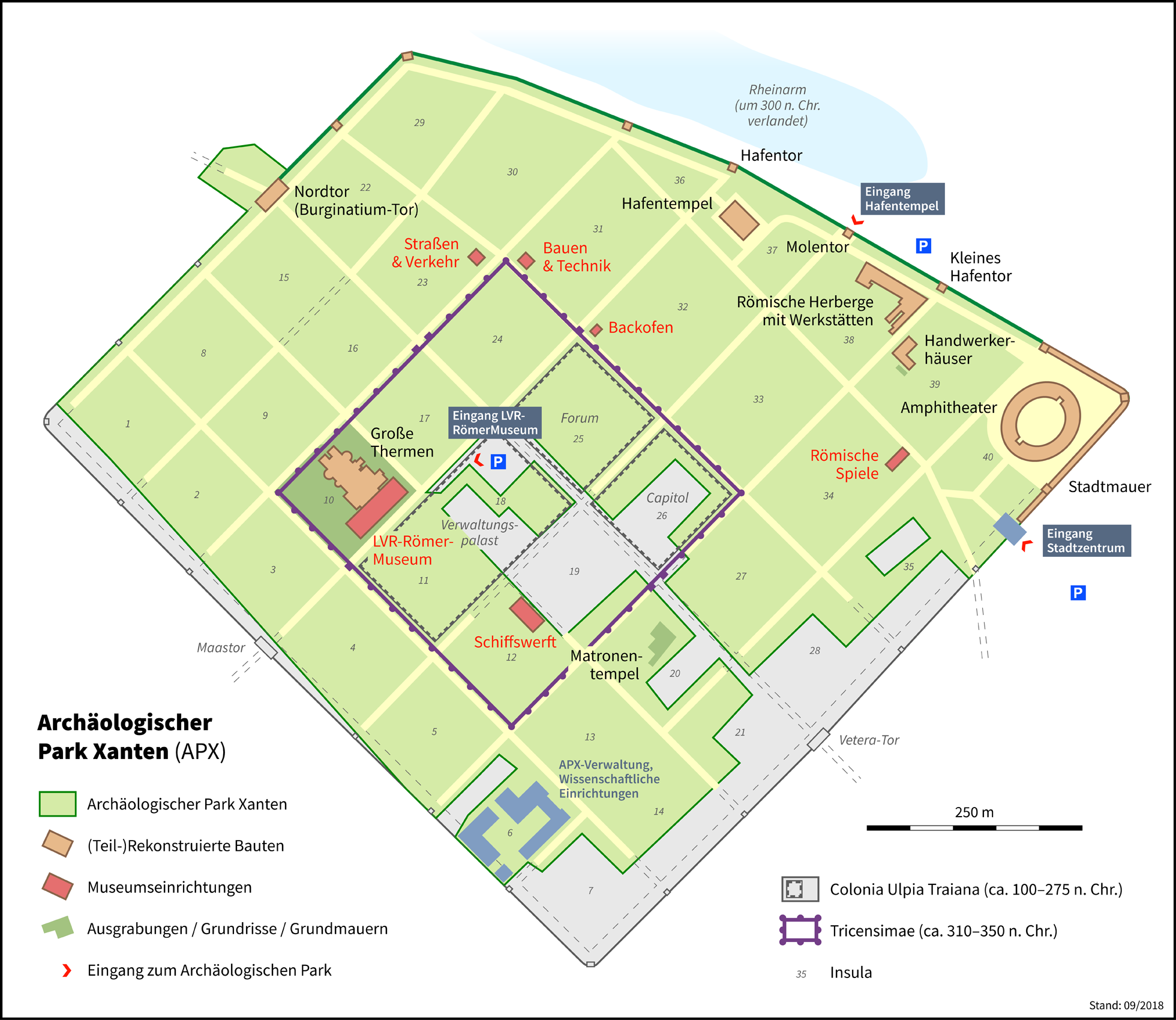
Karte der Colonia Ulpia Traiana im heutigen Archäologischen Park Xanten (Stand 2018); die spätantike Befestigung ist durch eine schwarze Linie markiert

Die Colonia Ulpia Traiana (CUT) war eine römische Stadt (Colonia) auf dem Gebiet des heutigen Xanten (Nordrhein-Westfalen). Sie bestand etwa von 100 bis 275 n. Chr. und war ein Hauptort der Provinz Germania inferior. Heute befindet sich an der Stelle der Archäologische Park Xanten mit dem LVR-Römermuseum. Die Bodendenkmäler auf dem Gebiet werden nach und nach archäologisch erschlossen.
Die Colonia Ulpia Traiana wurde von Kaiser Marcus Ulpius Traianus gegründet und nach ihm benannt. Als Colonia gehörte sie zu den etwa 150 Städten im römischen Reich, die dieses Stadtrecht besaßen (ihre Einwohner besaßen das römische Bürgerrecht) und als „Abbilder Roms“ galten. Ulpia Traiana war nach der Colonia Claudia Ara Agrippinensium (dem heutigen Köln) und Augusta Treverorum (Trier) die drittgrößte römische Stadt im heutigen Deutschland. Ihre öffentlichen Bauten repräsentieren den hohen Status der Stadt, die das Zentrum für ein weites Umland bildete.

## Vorcoloniazeitliche Siedlungen

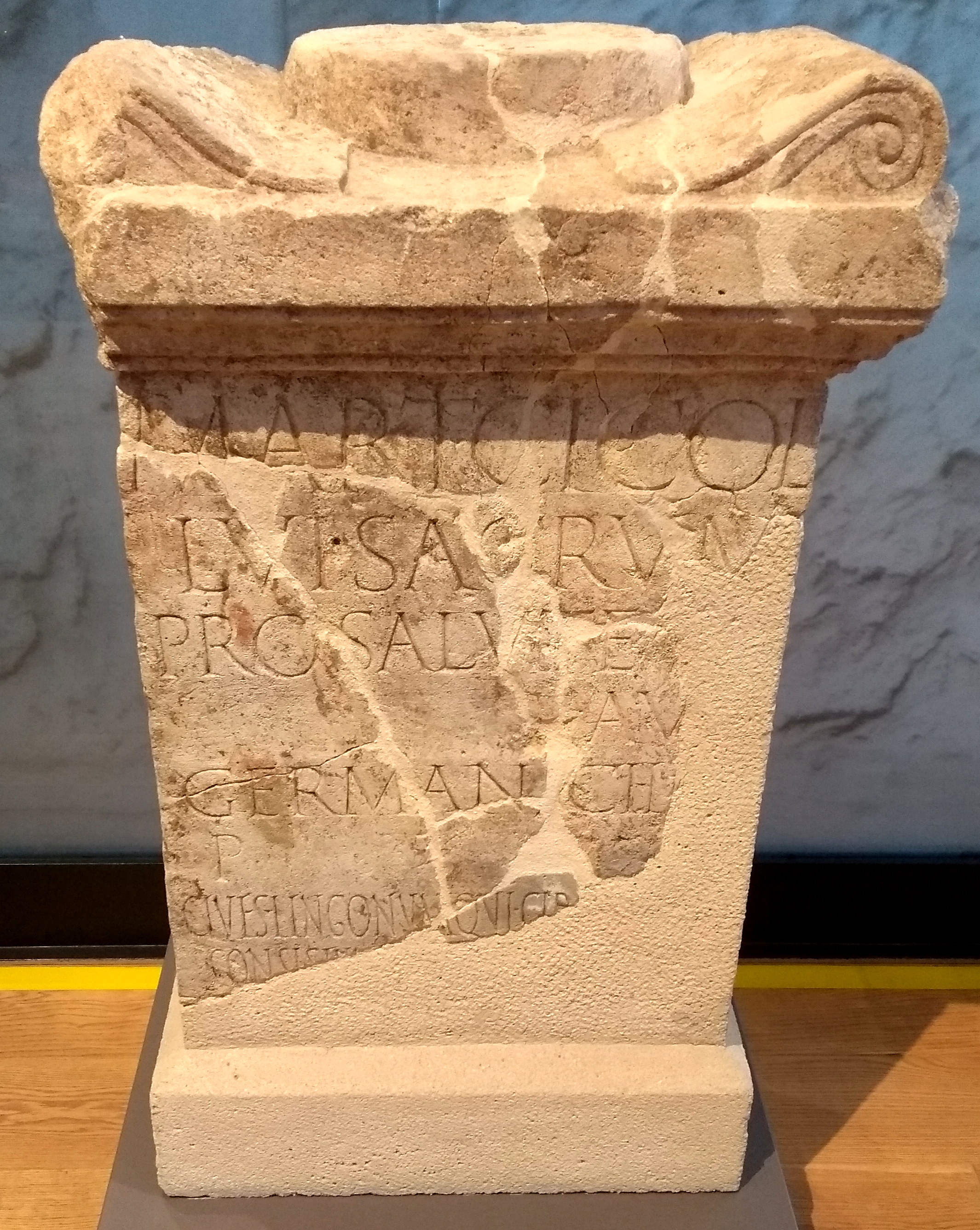
Erhaltene Fragmente des Mars-Cicollus-Weihesteins im LVR-RömerMuseum Xanten mit den Resten des Ortsnamens der Cugerner-Siedlung am rechten Ende der vorletzten erhaltenen Zeile

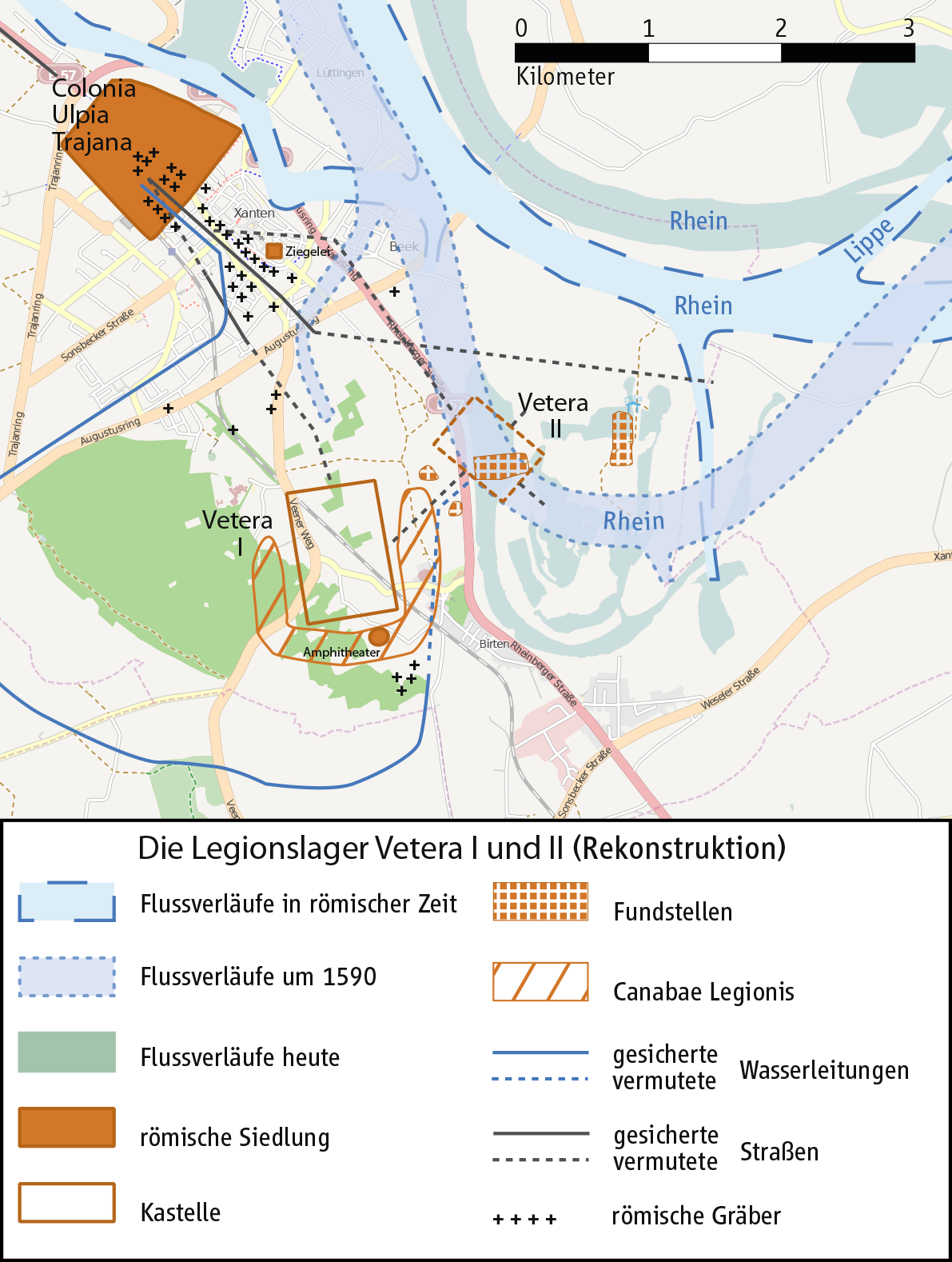
Gelände um die heutige Stadt Xanten mit der Colonia Ulpia Traiana und den beiden Kastellen Vetera I und II

Aufgrund archäologischer Funde kann die Entstehung des Ortes bis ins 4. Jahrhundert v. Chr. zurückverfolgt werden. Weitere Funde stammen aus dem 3. Jahrhundert v. Chr.; aus dem 2. und 1. vorchristlichen Jahrhundert fehlen jedoch Belege für eine durchgängige Besiedlung. 13/12 v. Chr. ließ der Feldherr Drusus das Legionslager Vetera auf dem nahegelegenen Fürstenberg errichten, das auch als Basis für Feldzüge ins rechtsrheinische Germanien diente (Drusus-Feldzüge). Nach einem siegreichen Feldzug im Jahr 8 v. Chr. siedelte Drusus 40.000 Germanen, vor allem Sugambrer, in linksrheinische Gebiete um. Diese Germanen, nun als Cugerner bezeichnet, bildeten die Bevölkerung der nun gegründeten Siedlung, die später zur Colonia Ulpia Traiana erhoben werden sollte.
Der Name dieser Siedlung ist nicht überliefert. Eine Hypothese besagt, dass sie analog zum batavischen Hauptort Batavorum (dem heutigen Nimwegen) als Cugernorum bezeichnet wurde. Einen Hinweis auf den möglichen Ortsnamen bietet eine nur in Fragmenten erhaltene Weihinschrift an Mars Cicollus aus den 60er Jahren n. Chr., in der sich aller Wahrscheinlichkeit nach Teile der ersten drei Buchstaben des Ortsnamens erhalten haben (zu lesen als „Cib“, „Cip“, „Cir“, „Gib“, „Gip“ oder „Gir“). Julianus Egidius Bogaers hat vorgeschlagen, diesen Namensrest zu „Cibernodurum“ zu ergänzen, was sich ebenfalls von dem Stammesnamen der Cugerner (auch als Cuberner bezeichnet) herleiten könnte.
Aufgrund der Nähe zu Vetera I entwickelte sich Cugernorum/Cibernodurum innerhalb weniger Jahre zu einem vergleichsweise wohlhabenden Handelsplatz, bis es im Bataveraufstand 69/70 wohl das Schicksal Veteras teilte und niedergebrannt wurde. Ein Hinweis darauf könnte eine Brandschicht im Osten der späteren Colonia sein, in der auch der Mars-Cicollus-Altar, anscheinend schon in der Antike gewaltsam zertrümmert, gefunden wurde. Mit der Neuerrichtung des Militärlagers Vetera II im Jahr 71 wurde auch die Siedlung wiederbegründet. Sie besaß einen gut ausgebauten Hafen und bestand vorwiegend aus Lehmfachwerkhäusern, deren Baumaterial aus der näheren Umgebung stammte.

## Colonia Ulpia Traiana
Um 100 nach Christus wurde die Siedlung von Kaiser Trajan zur Colonia erhoben und erhielt nach dessen vollem Namen Marcus Ulpius Traianus die Bezeichnung Colonia Ulpia Traiana. Zu den ersten Baumaßnahmen gehörten die (zumindest teilweise) Errichtung der Stadtmauer und die Ergänzung des bestehenden Straßennetzes nach rechteckigem Grundmuster (Hippodamisches Schema). Größere Neubauten innerhalb des Stadtareals sind jedoch erst für die Zeit des Kaisers Hadrian (regierte 117–138) nachgewiesen, sodass unklar ist, ob die Neugründung unter Trajan mit einem Abriss der bisherigen Siedlungsstrukturen einherging. In den folgenden Jahrzehnten wurde die Colonia Ulpia Traiana mit Wasserleitungen, einem Kanalsystem, Tempeln, Forum und Amphitheater ausgestattet. Auch bisher nicht bebaute Gebiete wurden bebaut. Daher findet man heute innerhalb der Colonia Gräber, obwohl die Gräberfelder immer außerhalb der Siedlung lagen. Innerhalb der Mauern lebten auf 73 Hektar etwa 10.000 Menschen. Die Bevölkerung bestand aus romanisierten Galliern und Germanen. Mit der Stadterhebung erhielten Veteranen der unter anderem in Vetera stationierten Legion Grundstücke und bildeten eine wohlhabende Einwohnerschicht.
Diverse Gewerbe sind in der Stadt bezeugt. Beim Hafen kamen 1993 zahlreiche Schichten römischer Keramik zu Tage, wobei es sich meist um Fehlbrände handelt, die eine Töpferei in der Stadt belegen. Weitere Abfälle einer Töpferei kamen unter dem Matronenheiligtum in Insula 20 zu Tage und bezeugen eine lokale Keramikproduktion in der Vorcolonialzeit. In der Insula 39 konnten Metallverarbeitungswerkstätten ausgegraben werden. Hier ist vor allem Silber bearbeitet worden.
Den archäologischen Befunden und Funden zufolge ging im Laufe des 3. Jahrhunderts die Besiedelung der Colonia Ulpia Traiana immer weiter zurück. Dies wird in der Forschung häufig mit den germanischen Raubzügen in den germanischen und gallischen Provinzen in Verbindung gebracht, die sich in dieser Zeit häuften (Reichskrise des 3. Jahrhunderts). In der zweiten Hälfte des Jahrhunderts verlandete zudem der Rheinarm vor der Stadt, wodurch ein natürlicher Schutzwall der Colonia wegfiel. Das einzige klare archäologische Indiz für eine eventuelle Zerstörung der Stadt stammt aus der Verfüllung eines Kellers der römischen Herberge, wo eine Brandschicht mit einer Silbermünze des Kaisers Aurelian (regierte 270–275) gefunden wurde. Daher geht man häufig davon aus, dass die historisch belegten umfangreichen Plünderungen der Franken in den Jahren 275/276 für die Zerstörung der Stadt sorgten. Bernd Liesen und Marcus Reuter kamen bei ihrer Auswertung der Grabungen im Herbergskeller allerdings zu dem Ergebnis, dass der einzelne dortige Fund nicht ausreicht, um die Zerstörung der gesamten Colonia Ulpia Traiana mit den fränkischen Raubzügen in Verbindung zu bringen oder auch nur eine gewaltsame Zerstörung der Herberge zu behaupten.

## Nachcoloniazeitliche Siedlung
In den zentralen Bereichen der Colonia wurde im späten 3. Jahrhundert eine starke Befestigung errichtet, die das Areal von neun Insulae umfasste. Dies wurde in der Forschung zunächst auf die Jahre um 310 datiert, was in Verbindung mit der vermuteten Zerstörung der Stadt um das Jahr 275 zu der Annahme einer längeren Siedlungsunterbrechung führte. Mittlerweile ist jedoch nachweisbar, dass der Bau der Befestigung wohl noch im letzten Viertel des dritten Jahrhunderts erfolgte. Umstritten ist weiterhin, ob diese Siedlung mit dem Ort Tricensimae gleichgesetzt werden kann, der in spätantiken Schriftquellen bezeugt ist und dessen Name auf die Legio XXX Ulpia Victrix zurückgeht, der Stammlegion des benachbarten Militärlagers Vetera II seit etwa 120 n. Chr. Damit verbunden ist die Frage, ob Vetera II im 3. Jahrhundert aufgegeben wurde und die verbleibenden Soldaten der Legion in die neue Befestigung auf dem Areal der Colonia Ulpia Traiana übersiedelten.
352 wurde die Siedlung von Franken eingenommen. Ab 359 wiedererrichtet, wurde sie in der ersten Hälfte des 5. Jahrhunderts endgültig verlassen.

## Nachrömische Zeit

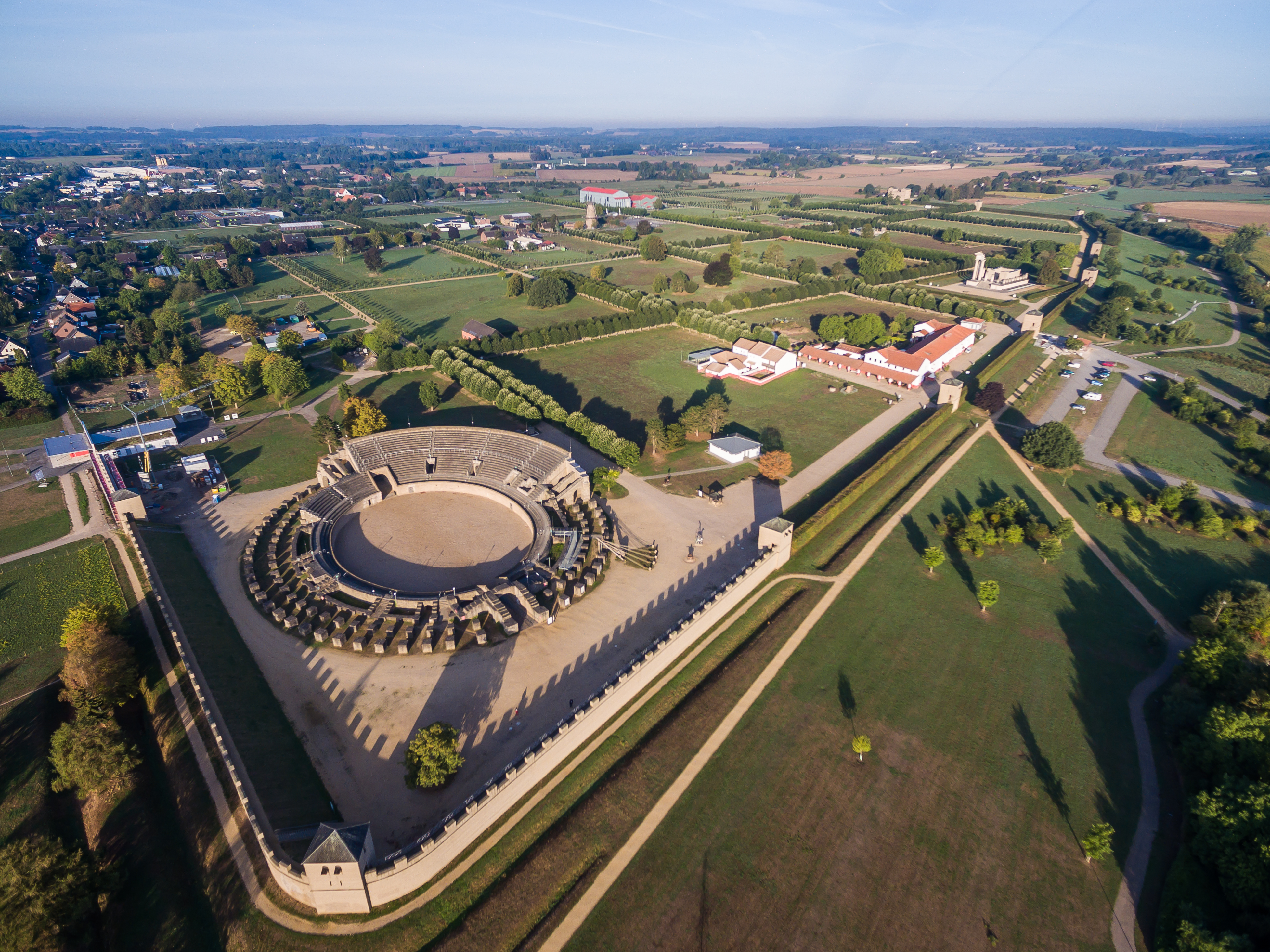
Teilrekonstruktionen der Stadtmauer, des Amphitheaters und weiterer Bauten der Colonia Ulpia Traiana im Archäologischen Park Xanten

Die Gebäude blieben zunächst erhalten, die verfallende Colonia diente jedoch, mit dem Beginn der „Versteinerung“ der mittelalterlichen Stadt, auch vermehrt als Steinbruch. Die verwendbaren Materialien wurden zum Bau der Kirche und der Stadt Xanten verwendet oder nach Holland verkauft – die römische Stadt verschwand allmählich von der Oberfläche. Lediglich das Kapitol blieb bis nach 1839 eine sichtbare Ruine. Nachdem die Steine abgeräumt und auch der Untergrund nach Steinen durchwühlt worden war, wie es Einstiegslöcher in den Resten der großen Thermen belegen, wurde die Fläche zu Ackerland umfunktioniert.
Da die Stadt Xanten auf dem römischen Gräberfeld errichtet wurde, blieben die römischen Strukturen, anders als in Köln oder Trier, erhalten und wurden nur durch den Steinraub beeinträchtigt. Zu ersten systematischen Ausgrabungen kam es im 19. Jahrhundert durch den Niederrheinischen Altertumsverein, die in den 1930er Jahren im Zuge des Baus der Bundesstraße 57 fortgesetzt wurden und die Römerstadt wieder bekannt machten. Weitere Ausgrabungen folgten in den 1950er- und 1960er-Jahren. Ab den 1970er Jahren wurden einzelne Bauten der einstigen Stadt im Rahmen des Archäologischen Parks Xanten rekonstruiert, der mittlerweile auf fast die ganze ehemalige Stadt ausgedehnt wurde.

## Bauten

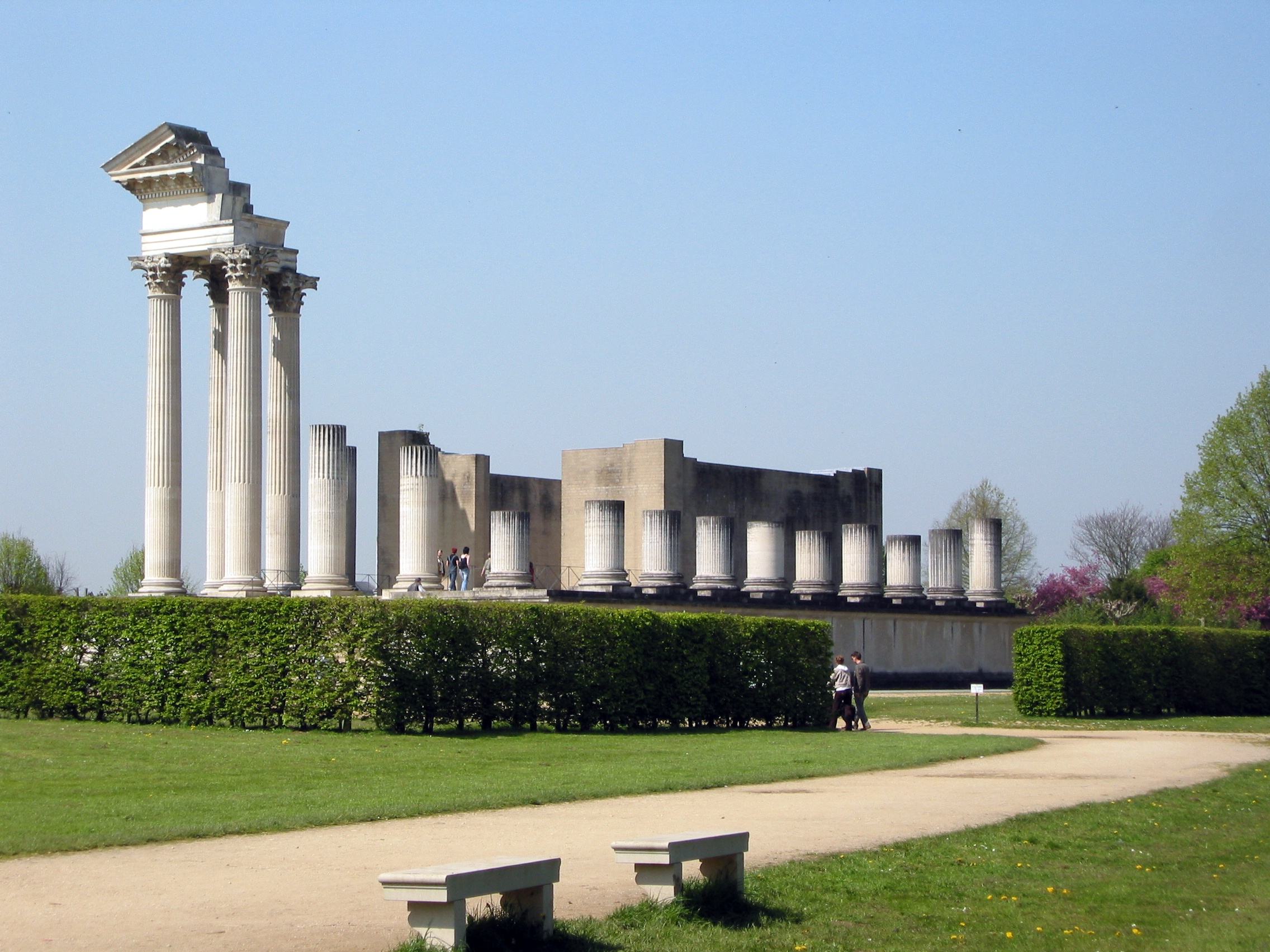
Der teilrekonstruierte Hafentempel im nordöstlichen Stadtbereich

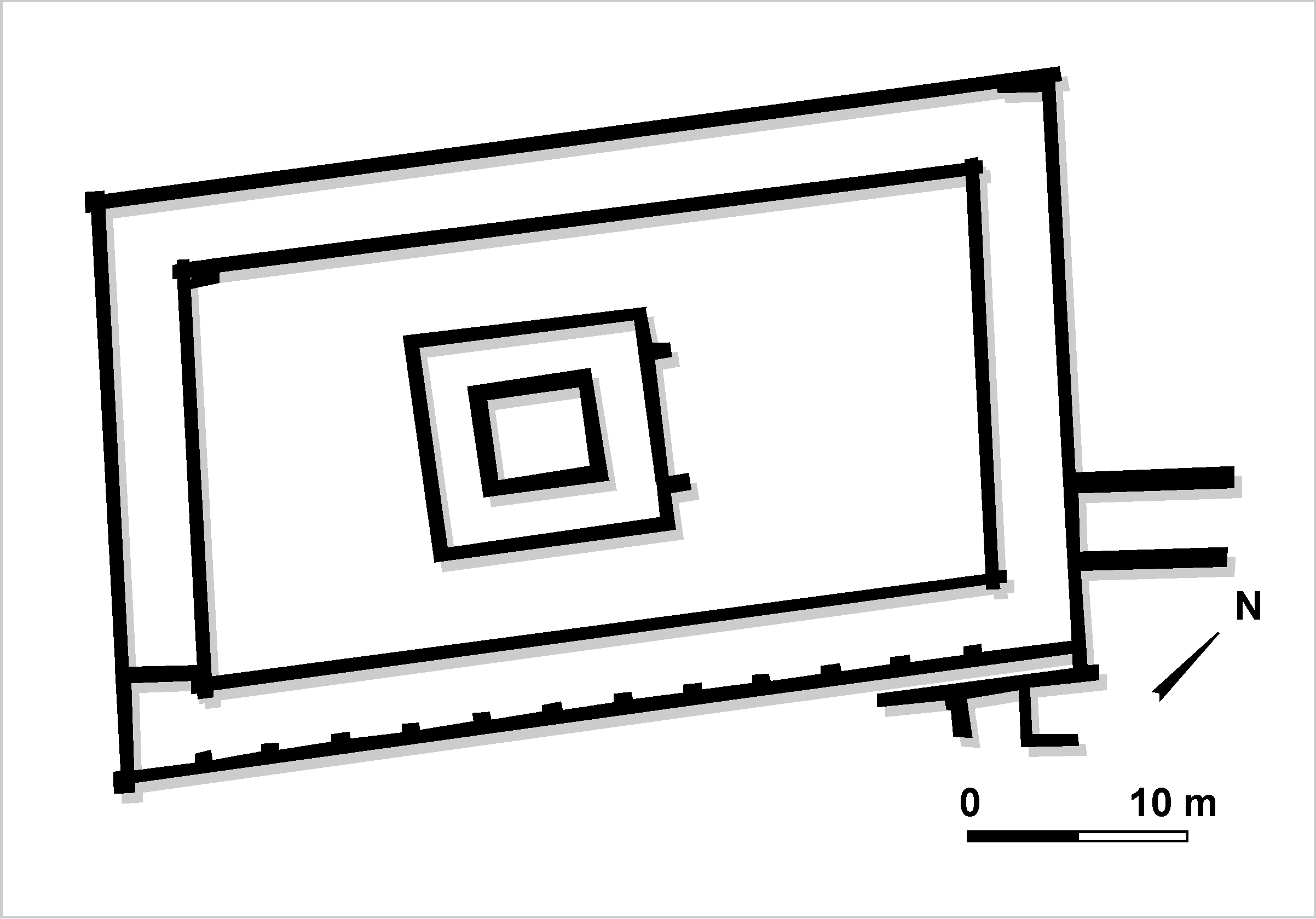
Rekonstruierter Plan des Matronentempels als gallorömischer Umgangstempel (das Matronenheiligtum)

Die Stadtmauer der Colonia Ulpia Traiana umschloss die 73 Hektar große Stadt auf einer Länge von 3,4 km. Im Inneren war die Siedlung durch sich rechtwinkelig kreuzenden Straßen in Insulae aufgeteilt. Diese werden modern von 1 bis 40 durchnummeriert. Im Zentrum der Stadt (Insula 25) befand sich das Forum, das eine komplette Insula einnahm.
Die davon südliche Insula 26 nahm das Kapitol auf. Es wurde, wie die anderen Großbauten der CUT, im zweiten Jahrhundert erbaut, wobei das Gebiet vorher dicht mit Häusern, die teilweise reich mit Malereien ausgestattet waren, bebaut war. Das eigentliche Kapitol erstreckte sich über einen großen Bezirk. Der Tempel war nach Nordosten, in Richtung Rhein orientiert. Es konnten nur noch Fundamente ergraben werden, obwohl Ruinen noch bis zum Beginn des 19. Jahrhunderts zu sehen waren und in dieser Zeit auch die ersten Grabungen im Tempel stattfanden.
Nord-westlich des Forums befanden sich die Thermen, die wiederum eine ganze Insula (10) beanspruchten. Der sogenannte Verwaltungspalast, dessen Funktion bislang noch nicht hinreichend geklärt ist, belegt die drei Insulae (4, 11 und 17) westlich des Forums. Andere wichtige öffentliche Gebäude waren das Amphitheater der Colonia Ulpia Traiana im Süden der Stadt (Insula 40) und der große Hafentempel (Insula 37). Mit dem Matronentempel konnte ein kleineres Matronenheiligtum innerhalb der Wohnbebauung (Insula 20) ergraben werden. Auf Insula 38 befand sich, unmittelbar neben dem kleinen Hafentor, und somit am Hafen die Herberge mit den Herbergsthermen.
Die einzelnen Insulae der privaten Wohn- und Gewerbebereiche waren parzelliert. Die Einzelparzellen waren dabei ca. 12 × 44 m groß. Es handelt sich meist um Streifenhäuser. Die Häuser waren zum Teil reich mit Wandmalereien dekoriert, doch gibt es bisher keine Belege für Mosaiken. Es sind bisher auch keine Atrium- oder Peristylhäuser gefunden worden. In diesen Punkten unterscheidet sich die Stadt deutlich von Köln. In Insula 3 konnte ein größeres Wohnhaus ausgegraben werden, das mit seinen Eckrisaliten eher einer Villa Rustica als einem Stadthaus ähnelt. Der Bau war über 20 m lang, wobei sich die Eckrisalite zum Hof hin orientierten, während es an der Straßenfront Kolonnaden gab. Einige Räume des Hauses hatten Hypokausten. In Insula 19 konnten mehrere Wohnbauten ausgegraben werden. Hier fanden sich teilweise qualitätvolle Wandmalereien, darunter die sogenannte Adler-Giganten-Wand.

## Wasserversorgung

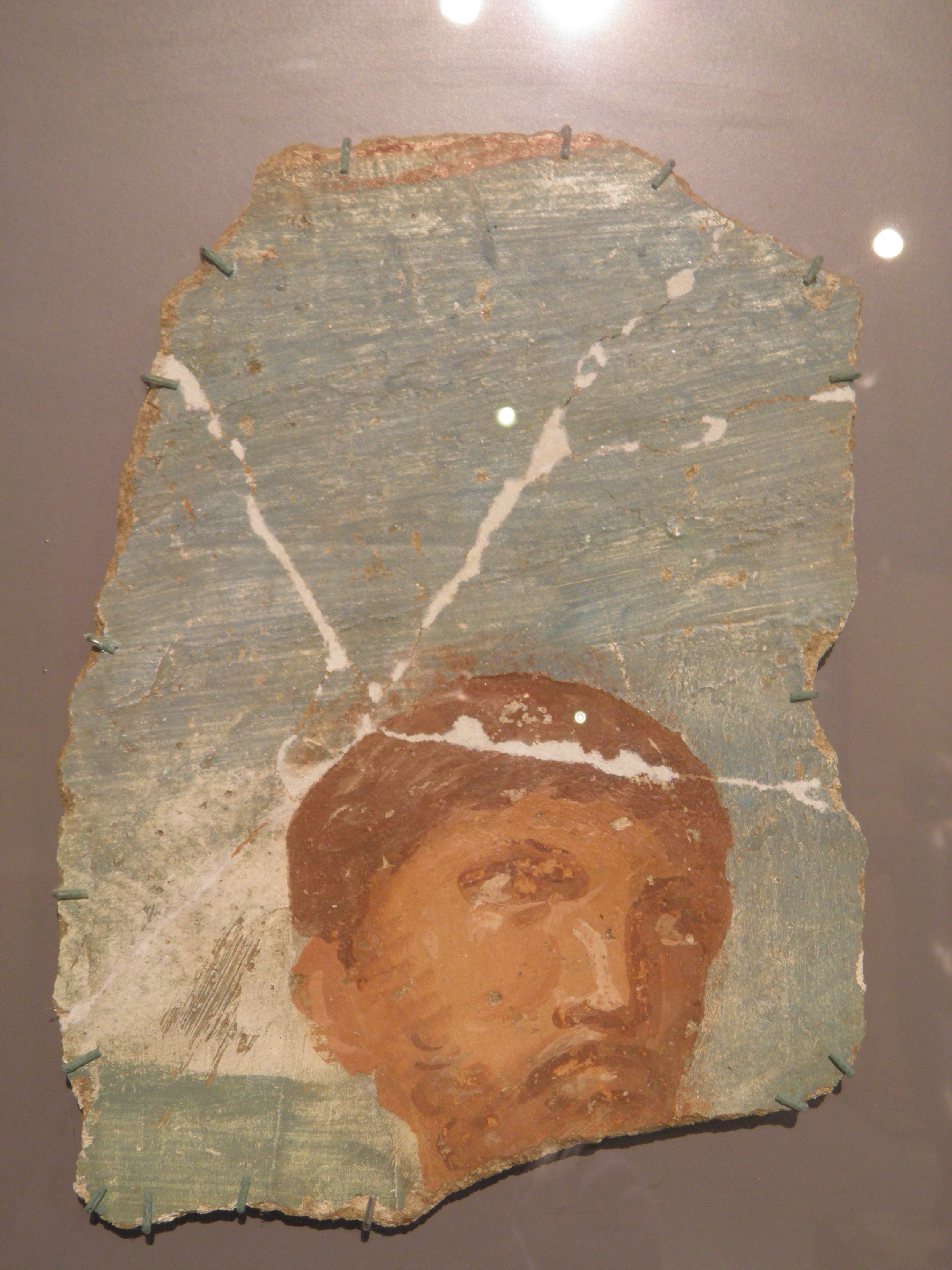
Fragment einer Wandmalerei aus Insula 27

Die zahlreichen im Gebiet der CUT gefundenen Brunnen allein reichten nicht aus, um eine Stadt dieser Größenordnung mit ausreichenden Trink- und Brauchwassermengen zu versorgen. Es wurden zwar an einigen Stellen im Xantener Raum schon im 19. Jahrhundert und nach dem Zweiten Weltkrieg auch im Xantener Stadtgebiet Reste von Wasserleitungen gefunden, die jedoch lange Zeit keinen klaren Zusammenhang erkennen ließen. Als Wassereinzugsgebiet konnten jedoch nur die Hees oder die „Sonsbecker Höhen“ in Frage kommen.
1959 entdeckte Hermann Hinz eine Leitung, die von den Stauchmoränen der „Hees“ durch das heutige Xanten und entlang der ehemaligen Gräberstraße führend, die CUT von Süden her erreichte. 1975 gelang es im Zusammenhang mit Straßenbaumaßnahmen im Sonsbecker Ortsteil Labbeck ein Stück der Zuleitung zu finden, die dazu diente, das Oberflächenwasser der Sonsbecker Höhen zur CUT zu transportieren. Es handelte sich um eine mit Ziegelbruch versetzte Mörtelrinne, die noch Spuren der typischen Kalkversinterung enthielt. Das Fundament war solide aus Eifeler Grauwacke-, Basalt- und Tuffsteinen gemauert. Schieferplattenfragmente wiesen auf die ehemalige Abdeckung der Rinne hin, die ein Gefälle von 20 cm auf 100 m besaß. Ein Teil dieser Wasserleitung wurde in den Archäologischen Park Xanten versetzt und konserviert.
Im Mai 2007 zeigten sich während trockener Witterung bei Überfliegungen durch den Luftbildarchäologen Baoquan Song von der Ruhr-Universität Bochum deutliche Bewuchsanomalien, die auf eine Aquädukt-Pfeilerreihe in der so genannten „Furth“ hinwiesen. Weitere Hinweise auf Teilstücke der Wasserleitung gab es am Forsthaus Hasenacker. Ausgrabungen im Dezember 2008 bestätigten die Luftbilder. Bei Bauarbeiten im Bereich des Xantener Marktplatzes Ende 2009 wurden Reste von Fundamenten der Wasserleitung gefunden.